# 烏納拉斯卡島
53°40′24″N 166°38′54″W / 53.67333°N 166.64833°W
烏納拉斯卡島（英語：Unalaska Island）是美國的島嶼，屬於阿留申群島的一部分，由阿拉斯加州負責管轄，長128公里、寬56公里，面積2,722平方公里，最高點海拔高度1,800米，2000年人口1,759。城鎮烏納拉斯卡即位於烏納拉斯卡島和鄰近的阿馬克納克島。

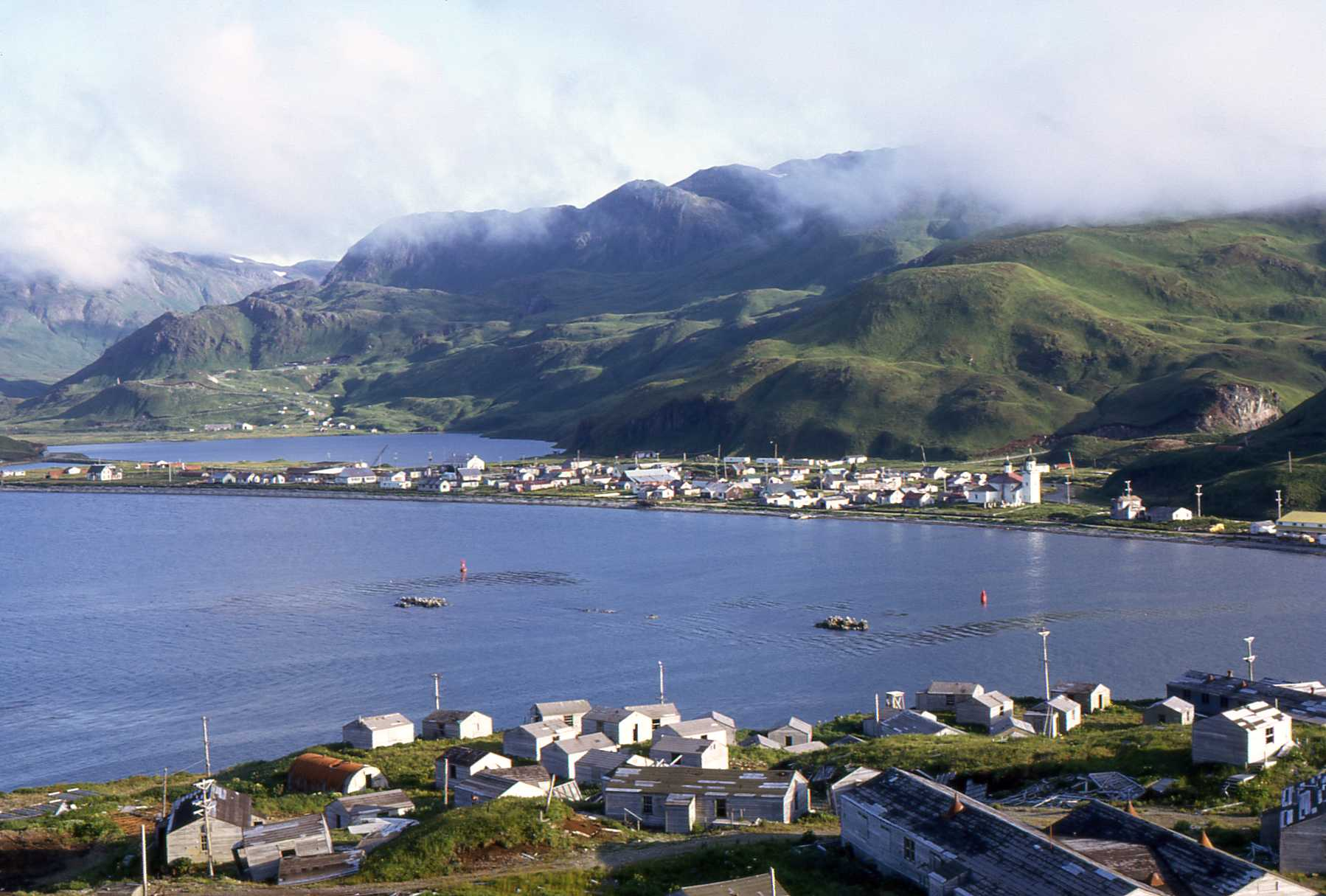
1972年的烏納拉斯卡島。

## 外部連結
- Community of Unalaska（页面存档备份，存于）
- Unalaska information
- Unalaska Community Broadcasting

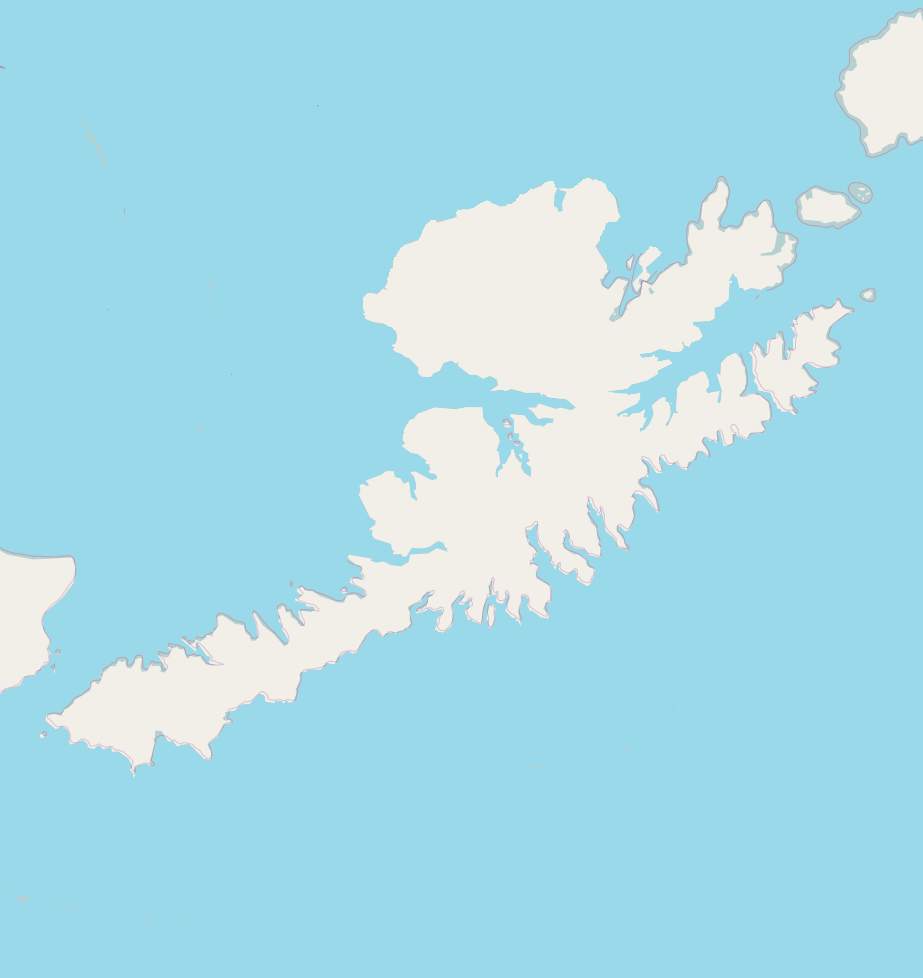

- Photos from Unalaska Island, July 2008 （页面存档备份，存于）